# 埃朗 (單位)
埃朗（英語：Erlang，簡寫為 E）是无量纲计量单位之一，廣泛用於統計電訊流量大小上。如果某通信系統採用一個頻道，在無間斷持續及資源滿載的情況下，其流量為1個埃朗單位。如果有兩條頻道，每條頻道有50%資源被持續使用，又或是全數資源在一天內持續使用半天，其流量也是1個埃朗單位。
1946年，為表揚丹麥電訊工程師Agner Krarup Erlang的理論貢獻，CCITT以他的名字來作為計量單位名稱。